# FESTin 2017
Das FESTin 2017 war die achte Ausgabe des FESTin-Filmfestivals (offiziell: FESTin – Festival de Cinema Itinerante da Língua Portuguesa, zu deutsch: Wanderndes Filmfestival der portugiesischen Sprache), ein jährliches Filmfestival für Filme des portugiesischen Sprachraums.
Es fand vom 1. bis zum 8. März 2017 im Lissabonner Cinema São Jorge statt, erneut mit Workshops, Gesprächsrunden und Musik zusätzlich zu den Filmvorführungen. Schwerpunkt waren Frauenfilme und Autorenfilme. Auch in der Lissabonner Niederlassung des spanischen Kulturinstituts Instituto Cervantes fanden Vorführungen statt, die Filmreihe Mostra Titón, in Zusammenhang mit Lissabon als ibero-amerikanischer Kulturhauptstadt 2017. Neben dem Wettbewerb wurden erneut ergänzende Filmreihen gezeigt, diesmal zu ibero-amerikanischen Filmen von und über Frauen und die traditionellen Filmreihen zum brasilianischen Kino, zur sozialen Inklusion und für Kinder- und Jugendfilme (FESTinha).
Filme aus allen neun Ländern der Gemeinschaft der Portugiesischsprachigen Länder wurden gezeigt. Im Wettbewerb starteten dabei neun Langfilme, sechs Dokumentarfilme und 18 Kurzfilme, im Wettbewerb FESTinha für Kinder- und Jugendfilme starteten drei Langfilme und sieben Kurzfilme.
Der wandernde Festivalteil machte diesmal in Osttimor Halt. Das FESTin 2017 fand in Dili und Baucau mit elf Filmen und begleitenden Vorträgen und Workshops statt.

## Preisträger
- Langfilm (Jury: Carla Chambel (Portugal), Chico Aragão (Brasilien) und Joana de Verona (Portugal)):
  - Bester Spielfilm: Big Jato (Brasilien, Regie: Cláudio Assis)
  - Bester Spielfilm – Kritikerpreis: Comeback (Brasilien, Regie: Érico Rassi)
  - Bester Spielfilm – Publikumspreis: Uma Vida à Espera (Portugal, Regie: Sérgio Graciano)
    - Nennung ehrenhalber: BR 716 (Brasilien, Regie: Domingos de Oliveira)

  - Bester Regisseur: Érico Rassi  (für Comeback, Brasilien)
  - Bester Schauspieler: Matheus Nachtergaele (für Big Jato, Brasilien)
  - Beste Schauspielerin: Glauce Guima (für BR 716, Brasilien)

- Dokumentarfilm (Jury: Caio Quinderé (Brasilien), Ricardo Alexandre (Portugal) und Tony Costa (Portugal)):
  - Bester Dokumentarfilm: Curumim (Brasilien, Regie: Marcos Prado)
    - Nennung ehrenhalber: Todos (Brasilien, Regie: Marilaine Castro da Costa und Luiz Alberto Cassol)

  - Bester Dokumentarfilm – Publikumspreis: Um Sonho Soberano (Portugal, Regie: Gonçalo Portugal Guerra)

- Kurzfilm (Jury: Dynka Amorim (São Tomé und Príncipe), Maria Manuel Marques (Portugal) und Regina Nadaes Marques (Brasilien)):
  - Bester Kurzfilm: Universo Preto Paralelo (Brasilien, Regie: Rubens Passaro)
  - Bester Kurzfilm – Publikumspreis: Kuru (Brasilien, Regie: Francisco Antunez)
    - Nennung ehrenhalber: Rosinha (Brasilien, Regie: Gui Campos)

- Kinder- und Jugendfilm (Langfilm-Jury, s. o.)
  - Lua em Sagitário (Brasilien, Regie: Márcia Paraíso)
    - Nennung ehrenhalber: O projeto do meu Pai (Brasilien, Regie: Rosaria Moreira)
- Bester Kinder- und Jugendfilm (FESTinha-Jury: Izzi Mussuela (Angola), Madalena Neto Ferreira Lampreia Nunes Diogo (Portugal) und Moema Silva (Brasilien))
  - Nennung ehrenhalber: Pequenos Animais sem Dono (Brasilien, Regie: Maju de Paiva)[2][3]